# شورش در بلوچستان
شورش در بلوچستان یک درگیری مداوم بین احزاب جدایی‌خواه بلوچ و دولت مرکزی پاکستان و منطقهٔ بلوچستان در جنوب غربی آسیا است که شامل ایالت بلوچستان در پاکستان، استان سیستان و بلوچستان در ایران و منطقهٔ بلوچ‌نشین در جنوب‌غربی افغانستان می‌باشد.
خواستهٔ این گروه‌ها خودمختاری بیشتر، درآمد بیشتر از منابع طبیعی استان‌هایشان و در مواردی حتی استقلال کامل است. ادعاهای بسیاری در مورد تعرض به حقوق بشر در این نواحی است. اخیراً شبه‌نظامیان در منطقهٔ بلوچستان با جمهوری اسلامی ایران درگیر شده‌اند که این مناطق در مرز پاکستان قرار دارد. این گروه‌ها در پاکستان، جنوب افغانستان فعال هستند.
چندی پس از استقلال پاکستان در سال ۱۹۴۷، ارتش پاکستان عملیاتی برای مطیع کردن خانات قلات که تصمیم شاه قنات مبنی بر پیوست شدن به پاکستان را نپذیرفتند ترتیب داد. حرکت بعدی جدایی‌خواهی بلوچ‌ها در دههٔ ۶۰ میلادی به‌علت تغییر در قانون اساسی پاکستان و تصویب کاهش اختیارات ایالتی رخ داد. تنش‌ها به جهت اختلالات سیاسی رو به افزایش رفت تا نهایتاً در سال ۱۹۷۳ دولت دستور به عملیات نظامی داد نیروهای پاکستانی توانستن صدمات سنگینی به جدایی‌طلبان وارد کنند. شورش‌ها پس از برگشت به ساختار چهار استانی کاهش یافت گرچه در اوایل ۲۰۰۰ شورش‌ها دوباره با وخیم شدن قوانین به جهت همسایگی با افغانستان و کاهش سطح فدرال در پاکستان بالا گرفت.
گرچه بلوچستان دارای منابع وسیعی می‌باشد اما از فقیرترین مناطق پاکستان است. جدایی‌طلبان بلوچ بر این باورند که دولت مرکزی پاکستان به عمد پیشرفت این منطقه را به تأخیر می‌اندازند تا این منطقه همچنان ضعیف باقی بماند.
گروه ارتش رهایی‌بخش بلوچستان در دولت‌های پاکستان و بریتانیا و سایر کشورها، یک سازمان تروریستی طبقه‌بندی شده‌است. این سازمان به‌طور گسترده به عنوان گروه اصلی جدایی‌طلبی بلوچستان مورد توجه است. از سال ۲۰۰۰ تعداد بسیار زیادی حملهٔ تروریستی مرگبار بر نیروهای پاکستانی، پلیس و البته شهروندان این کشور داشته‌است. دیگر گروه‌های خشن جدایی طلب شامل «لشکر بلوچستان» و «جدایی‌طلبان بلوچ متحد» نام دارد.
در سال ۲۰۰۵، عمیلات گروه‌های مسلح بلوچ علیه جمهوری اسلامی ایران دوباره آغاز شد. این جریانات مخالف حکومت به میزان آنچه که در پاکستان رخ می‌دهد شدید نبود.

## مناطق مورد نزاع
مناطق تاریخی بلوچستان قدیم، مکران ایران، ایالت بلوچستان در غرب پاکستان و همچنین جنوب ولایت هلمند افغانستان را شامل می‌شود. دریای عمان مرزهای جنوبی آن محسوب می‌شود. ساختار این منطقه بیابانی به همراه کوه‌هایی در این ناحیه است. بیشتر جمعیت بلوچ ساکن پاکستان هستند.
گرچه ایالت بلوچستان بزرگ‌ترین ایالت پاکستان با دارا بودن ۴۴٪ از کل مساحت این کشور است اما در عین حال کمترین جمعیت را نیز در این کشور (۵٪) داراست و همچنین کم توسعه یافته‌ترین ایالت این کشور نیز محسوب می‌شود.

## دین
دین غالب مردم بلوچ، اسلام و مذهب آنان سنی حنفی می‌باشد.

## تضاد طبقاتی
طبق گزارشی از معتبرترین روزنامهٔ خبری انگلیسی‌زبان در پاکستان، ابعاد تضاد در این ایالت بسیار وسیع بوده و بلوچستان را به عنوان ایالتی که مورد غفلت قرار گرفته و عمدهٔ جمعیت آن از کمبود امکانات رنج می‌برند یاد کرده‌است. در همین حال این گزارش از زندگی مرفه و بی‌دغدغهٔ مسئولان این ناحیه پرده برمی‌دارد. برای مثال به وزیر مختار دولتی در ایالت اشاره می‌کند که صاحب زمین‌هایی به وسعت شهرهای کوچک است و خودروهای لوکس و ثروتی معادل با میلیون‌ها روپیه دارد.

## تاریخ

### زمینه
نخستین مناقشه ۱۹۴۸
بلوچستان شامل ۴ ولایت تحت قیمومیت راج بریتانیا بود که سه ولایت آن که شامل مکران، لسبیله۱ و خارن بود، با اشتیاق به پاکستان پس از استقلالش در ۱۹۴۷ پیوستند.
خان قلات، احمد یار خان گزینهٔ استقلال را انتخاب کرد. این گزینه به تمام ۵۳۵ ایالت تحت امر توسط کلمنت اتلی داده شده بود.
ارتش پاکستان در همان سال و بلافاصله پس از استقلال، برای مطیع کردن این ولایت و به زانو درآوردن شورشیان، در آن چندین عملیات نظامی انجام داد.

## دومین مناقشه ۵۹–۱۹۵۸
نواب نوروز خان، یک ارتش قوای متحد ساخت که حضور نیروهای دولتی را برای رهبران قبایل کمرنگ کرد. او و پیروانش یک جنگ پارتیزانی را در برابر پاکستان آغاز کردند اما در نهایت دستگیر شدند و به جرم خیانت در حیدرآباد زندانی شدند. پنج تن از اعضای خانواده‌اش (شامل پسران و برادرزادگان) به جرم خیانت و کشتار تعدادی از ارتشیان پاکستان به دار آویخته شدند. نواب نوروز خان بعدها در اسارت جان باخت.

## سومین مناقشه ۶۹–۱۹۶۳
بعد از مناقشهٔ دوم، دولت فدرال دستور به ساخت تعداد زیادی پایگاه نظامی در مناطق راهبردی بلوچستان داد. شر محمود بیجرانی مارّی به رهبری شورشیان آغاز به ساخت پایگاه‌هایی در ۷۲٬۰۰۰ کیلومتر مربع از خاک بلوچستان کرد تا در وارد یک جنگ پارتیزانی شود. هدف آن‌ها این بود که با تحت فشار گذاشتن پاکستان آن‌ها را مجبور به تقسیم سود حاصل از فروش گاز با رهبران قبایل کنند. شورشی‌ها خطوط راه‌آهن را بمب‌گذاری می‌کردند. اقدام انتقام‌جویانهٔ ارتش نیز نابود کردن مناطق وسیعی از قبیلهٔ مارّی بود. نهایتاً شورش در سال ۱۹۶۹ با پذیرش آتش‌بس از جانب جدایی‌طلبان پایان یافت. در سال ۱۹۷۰ رئیس‌جمهور پاکستان، یحیی خان سیاست یک منطقه‌ای را منحل کرد تا بلوچستان به عنوان چهارمین استان پاکستان شناخنه شود که شامل تمام ایالات بلوچستان، استان کمیسیون بالا، و بندر گوادر که توسط دولت پاکستان از عمان خریداری شده بود، می‌شد.

## چهارمین مناقشه ۷۷–۱۹۷۳
در سال ۱۹۷۳ رئیس‌جمهور بوتو با استناد به خیانت که (توسط شورشیان مسلح انجام پذیرفته بود) دولت استانی را منحل کرد و در آن مناطق حکومت نظامی اعلام کرد. خیر بخش مرّی جبههٔ جدایی‌طلبی مردم بلوچستان را تأسیس کرد که شامل تعداد کثیری از مردم قبایل مرّی و منگال بود. به استناد به برخی منابع ارتش پاکستان ۳۰۰ تا ۴۰۰ سرباز را در این درگیری‌ها از دست داد در حالی‌که در آنسو ۷٬۳۰۰ تا ۹٬۰۰۰ شبه‌نظامی بلوچ و ساکنان بلوچ جان خود را از دست دادند.

## مناقشهٔ پنجم ۲۰۰۴-تاکنون
در سال ۲۰۰۵ رهبر سیاسی بلوچستان، نواب اکبر خان بوگتی و میر بالاچ مری در ۱۵ نقطهٔ دستور کار دولت پاکستان حضور داشتند. مطالبات اعلام شده از سوی آن‌ها کنترل بیشتر بر منابع استان و تحت اختیار گرفتن ساخت پایگاه‌های نظامی بوده‌است. در ۱۵ دسامبر ۲۰۰۵ بازرس کل از سپاه مرزی به همراه قائم مقام خود در تیراندازی واقع در استان بلوچستان در حالی‌که در بالگرد خود بودند مجروح شدند.
در اوت ۲۰۰۶ نواب اکبر خان بوگتی ۷۹ ساله در درگیری با ارتش پاکستان کشته شد. در همین درگیری دست‌کم ۶۰ پاکستانی و ۷ افسر نیز کشته شدند. دولت پاکستان او را مسئول بمب‌گذاری‌های کشنده و حملات موشکی بر رئیس‌جمهور پرویز مشرّف می‌دانست.
در اوت ۲۰۰۹، رئیس جنبش ملی بلوچ «غلام محمد بلوچ» و دو تن از رهبران ملی‌گرا با دستبند و چشم‌بند دستگیر و به کامیونی در آن اطراف منتقل شد. گفته می‌شود افراد مذکور به زبان فارسی (رایج در ایران و افغانستان) سخن می‌گفته‌اند. ۵ روز بعد بدن پر از گلولهٔ آن‌ها در منطقه‌ای تجاری پیدا شد. جدایی طلبان بلوچ ادعا کردند که نیروهای پاکستان پشت این کشتار است اما کارشناسان بین‌المللی معتقدند که بسیار عجیب است که نیروهای پاکستانی آنقدر بی احتیاط عمل کنند.
در ۱۲ اوت ۲۰۰۹، میر سلیمان داوود، خان قلات خود را به عنوان قانونگذار بلوچستان و به‌طور رسمی شورای استقلال بلوچستان را نیز اعلام کرد. ادعای این شورا شامل استان سیستان و بلوچستان ایران نیز می‌شد اما منطقهٔ بلوچ‌نشین افغانستان را دربر نمی‌گرفت.

## حملات جندالله در ایران
در اوایل سال ۲۰۰۰ گروه رادیکالیزه جندالله در بلوچستان فعال شد. این گروه که با القاعده نیز ارتباط دارد، تعدادی عملیات در دو کشور ایران و پاکستان انجام داده‌است.
مهم‌ترین عملیات‌های این گروه در ایران:
- بمب‌گذاری‌های ۲۰۰۷ زاهدان: ۱۸ کشته
- بمب‌گذاری ۲۰۰۹ زاهدان: ۲۰ کشته
- بمب‌گذاری ۲۰۰۹ پیشین: ۴۳ کشته
- بمب‌گذاری ژوئیه ۲۰۱۰ زاهدان: ۲۷ کشته
- بمب‌گذاری انتحاری ۲۰۱۰ چابهار: ۳۸ کشته

در میان کشته شدگان حمله تروریستی پیشین دو گارد سپاه پاسداران نیز حضور داشتند: سردار نور علی شوشتری، جانشین فرمانده نیروی زمینی سپاه پاسداران و رجب علی محمدی زاده که فرمانده سپاه پاسداران سیستان و بلوچستان بود.

## حامیان خارجی
پاکستان مکرراً هند، آمریکا، افغانستان, عربستان و انگلستان را متهم به حمایت از جدایی‌طلبان بلوچ کرده‌است، با این حال همهٔ این کشورها این ادعا را مردود اعلام کرده‌اند. ایران نیز ایالات متحده را به حمایت چندین ساله از جندالله متهم کرده‌است اما دولت آمریکا که به‌طور رسمی جندالله را به عنوان گروهی تروریستی می‌شناسد، این اتهامات را رد کرده‌است.